# 애들레이드 풋볼 클럽
애들레이드 풋볼 클럽(영어: Adelaide Football Club)은 오스트레일리안 풋볼 리그 (AFL)에 소속된 오스트레일리아의 오스트레일리안 풋볼 클럽이다. 크로스(Crows)라는 별명으로도 잘 알려져 있다. 애들레이드에 연고지를 두고 있으며, 애들레이드 오벌을 구장으로 사용한다. 1991년부터 2013년까지는 풋볼 파크를 구장으로 사용하였다.